# Museu Fester (Ontinyent)
El Museu Fester a Ontinyent, inaugurat l'any 2001, exposa un conjunt de peces emblemàtiques sobre la festa de Moros i Cristians d'Ontinyent. Consisteix en un recorregut per diverses sales que mostren diversos elements de la festa, com fotografies, vestits, maquetes, cartells, pintura, escultura, entre altres objectes, que ajuden al visitant a entendre la festa i la seua història al llarg de més de 150 anys.
El museu és a la seu de la Societat de Festers del Santíssim Crist de l'Agonia a la Plaça de Baix, 30 i es distribueix en tres plantes amb accés per a persones de mobilitat reduïda.

## El Museu
En la visita pel Museu Fester, podem trobar espais dedicats a la indumentària de les diferents comparses, a la música, amb partitures originals, així com al culte al Santíssim Crist de l'Agonia, en honor del qual se celebren aquestes festes. En tots els espais es projecten diferents audiovisuals que ajuden a conèixer la història i el present d'una festa reconeguda com d'Interés Turístic Nacional. El museu està distribuït en tres plantes:
- Planta baixa.

En la primera planta del Museu Fester, en l'accés pel vestíbul a l'escala de l'edifici, el visitant pot contemplar una part important del patrimoni que el museu exposa a les seues instal·lacions, una gran quantitat dels cartells que han anunciat les festes omplen les parets d'aquest accés amb el títol de "Crit de la Festa". En aquesta planta també s'ubica la sala d'exposicions temporals, que el museu manté oberta al públic i que s'empra al llarg de l'any amb diferents mostres.
- Primera planta.

En aquesta planta s'ubica la sala dedicada a la indumentària, on es pot contemplar l'evolució dels vestits de les comparses d'Ontinyent a partir dels més antics. Cal destacar dos vestits de comparses ja desaparegudes: la comparsa dels Xurros i un vestit inaugural de les festes, el dels Cavallets. A continuació trobem l'espai dedicat a la Societat de Festers, en el qual es recullen records del que ha estat l'edifici de la Societat o dels diversos reconeixements i guardons que aquesta atorga, any rere any, en el particularment emotiu acte de l'Esmorzar de la Llàgrima. La planta alberga també una sala dedicada als treballs administratius i de consulta documental per als visitants.
- Segona planta.

En la segona planta del museu, amb dues sales expressament dedicades, s'exposa una gran quantitat dels vestits especials dels càrrecs més importants de les nostres festes: Capitans, Ambaixadors i Banderers. El Crist de l'Agonia, patró de les festes de la ciutat, també té un espai dedicat en el museu. Així mateix, en aquesta planta també s'ubica la Sala Cervino, espai on es poden realitzar reunions i assemblees tant de comparses com de qualsevol altra entitat i on es localitza també el quadre d'Ambaixadors de les nostres festes.